# Dut (dessinateur)
Pour les articles homonymes, voir Duteurtre et Dut.
Pierre Eugène Duteurtre, plus connu sous le pseudonyme Dut, né le 10 juillet 1911 à Deuil-la-Barre (Val-d'Oise) et mort le 9 novembre 1989, est un dessinateur de bande dessinée et peintre français. 
Sa carrière de dessinateur commence dans les années 1930. De 1934 à 1939, il travaille pour la Société parisienne d'édition (SPE). À partir de 1947, il travaille pour les publications de Marijac où il crée sur des scénarios de Marijac sa série la plus connue Sitting Bull. Cette série qui comporte 277 planches, paraît de 1948 à 1953, dans la revue Coq Hardi. Elle fut rééditée, par les éditions Glénat, en deux albums parus en 1978 et 1979. Dut travaille pour les publications Marijac jusqu’en 1968 avant d'abandonnre la bande dessinée pour se consacrer pleinement à la peinture.

## Biographie

### Enfance et formation
Pierre Duteurtre est issu d'une famille d'origine normande installée dans la région parisienne pour des raisons professionnelles. Très tôt dans son jeune âge, il est attiré par le dessin et la peinture. Ses parents exercent des métiers qui demandent beaucoup de créativité et d'inspiration artistique : son père Pierre Victor Duteurtre étant architecte, et sa mère Emma Léontine Lefèbre, est modiste. À 8 ans, avec ses parents, il assiste au Châtelet à une représentation théâtrale de Michel Strogoff. Ce qui influença le jeune homme. De retour à la maison et fasciné par ce spectacle, il tente de reproduire le décor. Durant sa période lycéenne, il obtient régulièrement le premier prix de dessin, ce qui rend logique une carrière dans sa passion qui est le dessin ; et ses parents l'encouragent dans sa vocation.
Il commence à travailler à l'âge de 14 ans dans les ateliers de Jusseaume et Prevost où il apprend la décoration de théâtre. Il rentre ensuite à l'atelier de d'André Galland, à la rue de la Tour-d'Auvergne où il se familiarise avec la décoration, l'illustration, les affiches publicitaires... André Galland, ancien des Arts décoratifs, l'incite à passer le concours de l'École nationale supérieure des arts décoratifs, il se présente et l'obtient. Il reste dans cette institution se 1926 à 1928.

### Un début de carrière brillante
Après son service militaire, étant obligatoire à l'époque, en 1931, Dut se présente au concours de l'École nationale des beaux-arts à Paris où il reste jusqu'en 1935.
L'influence d'André Galland lui permet d'obtenir des travaux d'illustrateur. En 1929, il commence sa carrière chez les frères Offenstadt, qui étaient à la tête de la maison d'édition la plus importante de l'époque, la Société parisienne d'édition (SPE). Au départ, il réalise plusieurs illustrations pour des romans et nouvelles dans L'Intripide, L'Épatant et La Vie de garnison, qui sont des magazines grivois destinés aux militaires. Il signe déjà ces travaux du pseudonyme « Dut ».
Il illustre des romans à suivre sous forme de bandes avec textes sous vignettes pour Fillette (1934-1935), L'Épatant (1934-35), L'Intrépide (1937), et des récits complets du même genre pour Les Histoires en image (1937-38) avant de passer aux véritables découpages de bandes dessinées avec Le Secret de l'idole puis L'Ennemi du monde, un récit de Lucien Bornert, qui bénéficie d'une pleine page en couleurs dans la périodique L’Épatant (1938), terminé dans L'As (1936-39). Toujours dans L'AS, il illustre le célèbre roman de José Moselli Le Roi des boxeurs. 
En 1937, il collabore aussi en parallèle avec l'hebdomadaire Mon camarade, qui est de tendance communiste, dirigé par Georges Sadoul. Il réalise ainsi Le Rayon de la mort, une adaptation du roman d'Alexis Nikolaïevitch Tolstoï L'Hyperboloïde de l'ingénieur Garine, puis entame Fred Hardi, qui doit s'interrompre en raison de la Seconde Guerre mondiale. 

### Une carrière mutilée par la guerre
La Seconde Guerre mondiale qui éclate en Europe bouleverse sa vie personnelle et sa carrière. En septembre, il est mobilisé à la 35e compagnie de la 3e armée du 8e régiment du génie, et part au front. Le 22 juin 1940, après la capitulation de la France du Maréchal Pétain, il est fait prisonnier à Saint-Dié, dans les Vosges et ensuite envoyé au Stalag. Il y restera durant trois années, il est affecté à une fabrique de carreaux de porcelaine.
Malade, le 8 juin 1943, il est rapatrié sanitaire, par la Croix-Rouge et admis à l'hôpital de Courbevoie où il se remet lentement de sa captivité. Après cela, il tente de reprendre le travail durant la guerre mais durant cette période, le travail est rare, avec les restrictions. Il aurait à cette époque réalisé des illustrations pour un roman à suivre publié dans le magazine collaborationniste Le Téméraire.

### Le triomphe après la guerre
Après la Seconde Guerre mondiale, il obtient un poste de professeur aux beaux-arts en tant que professeur à Rouen. Cela lui permet de se remettre à peindre à nouveau.
Il tente de relancer son activité d'auteur de bande dessinée, ce qui s'avère difficile. En 1947, il renoue avec la SPE et illustre une histoire à suivre pour Fillette, Mademoiselle Lieutenant ; cette collaboration demeure cependant sans suite.
En 1947, il rencontre Marijac, qui est alors à la tête du journal Coq hardi. C'est un tournant pour Dut ; il va continuer à travailler avec Marijac jusqu'à la fin de sa carrière dans la bande dessinée. Dans Coq hardi, il trouve un travail régulier. Dut fait ses preuves notamment avec la reprise Le Maitre Bornéo et  L'Île aux douze totems qui relancent les aventures de Casse Cou, un personnage créé par Paul Mystère. Il se voit confier la deuxième époque de Guerre à la Terre, une saga commencée quelques années plus tôt et illustrée par Auguste Liquois.
Après ce succès, Dut et Marijac se lancent dans une épopée Western axé sur Sitting Bull, le chef de tribu amérindien autour duquel gravitent plusieurs protagonistes à la fois réels (Buffalo Bill, Jim Bridger, etc.) ou imaginaire (émigrants, justicier, outlaws...). La série obtient un grand succès et une reconnaissance critique. Elle est ainsi traduite en une dizaine de langues et distinguée par le Grand Prix de la meilleure histoire en images en 1948. La série parait de 1948 à 1952.
Marijac étant en conflit avec son éditeur, Dut passe ensuite chez Del Duca, où il réalise les dessins de bandes dessinées sentimentales et illustre des romans originaux ou des adaptations en bande dessinée de classiques de la littérature, tel que L'Homme qui rit de Victor Hugo. Cette période se termine de manière assez abrupte, l'avènement du roman-photo amenant l'éditeur à se séparer de ses dessinateurs.
En 1957, Dut reprend contact avec Marijac qui édite désormais ses propres titres de presse avec ses éditions de Châteaudun. Parmi ceux-ci, Dut publie alors surtout dans le magazine Frimousse, dont le succès est très important. Il travaille en collaboration avec Noël Gloesner, Martin et Gaty, réalisant essentiellement des westerns et des récits historiques.
Mais Marijac vend à nouveau ses titres de presse, dont Frimousse, cette fois-ci à la SFPI/NCL de Jean Chapelle. Dans un premier temps, Dut continue de travailler pour le magazine via l'agence de Marijac qui est chargée de lui fournir des bandes dessinées, dessinant notamment des westerns. Il illustre aussi toujours dans Frimousse des romans à suivre. Il participe également à une relance de Coq hardi par Marijac en format poche.
L'une des dernières bandes dessinées de Dut parait dans Paris-Centre Auvergne, « le magazine illustré du Massif central magazine  » lancé par Marijac fin 1967. Il y dessine L’Odyssée tragique de la reine Margot en Auvergne.
Dut participe encore fin 1968 au lancement de Allez ! ... France, magazine à la formule plus moderne lancé par Marijac, avec Les Invincibles de l'Ouest. Le magazine est un échec, et Marijac ne lancera plus de journal, étant suivi par Dut dans ce départ de la presse.

### Une fin de vie  consacrée à la peinture
Dut a toujours eu en parallèle avec la bande dessinée une œuvre d’artiste-peintre, qui lui a valu le Prix de Rome en 1931. À la fin de sa vie, à partir de 1969, il quitte définitivement le monde de la bande dessinée pour se consacrer exclusivement à cette passion, qu'il exerce avec succès jusqu'à la toute fin de sa vie. Il meurt d'une attaque cérébrale le 9 novembre 1989 aux Pays-Bas où il habitait chez sa nièce.

## Œuvres

### Bandes dessinées et séries
Société parisienne d'édition
- L'Intrépide
- La Vie en garnison
- L'Épatant
- Les Histoires en image
- Hardi
- L'As
- Almanachs
- Fillette
- Junior

Divers
- Mon camarade
- Téméraire
- SEPIA/DABIN/SEGEDI
- Artima
- Petit Riquet
- Belles histoires

Presse adulte
- La Vie catholique
- Lecture d'aujourd'hui
- La Vie en fleur
- Nous deux
- Lui
- Divers

Fleurus presse
- Cœurs vaillants
- Âmes vaillantes
- Fripounet
- Belles Histoire et Belle vie
- Collection Mission sans bornes

Publication Marijac
- Coq Hardi
- Roman Coq Hardi
- Mireilles
- Ouest Magazine
- Frimousse
- Frimousse Magazine
- Édition jeunesse & vacances
- Paris centre et Auvergne

### Peinture

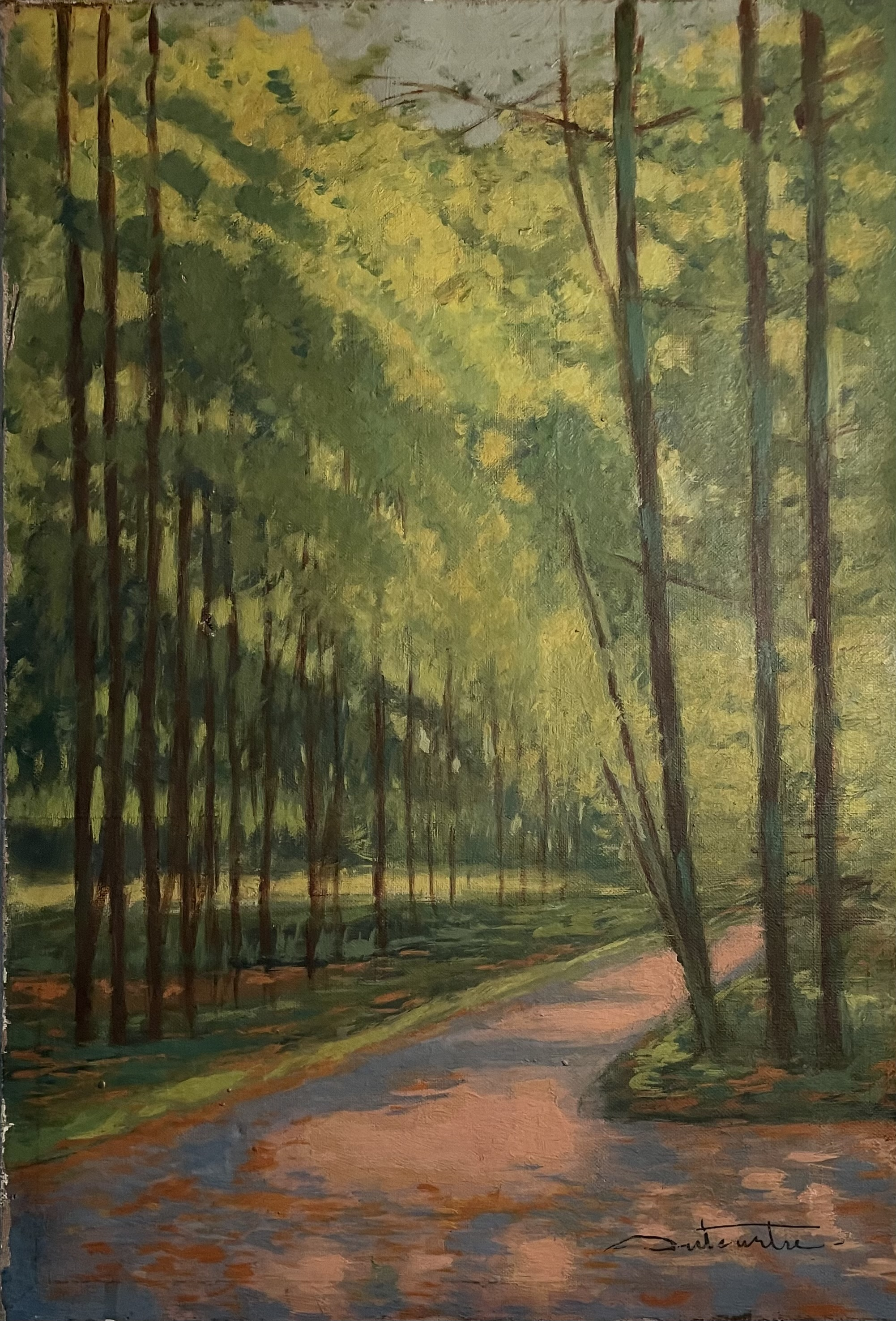
Chemin de forêt. Signé Duteurtre (bas droit)

Dut utilise systématiquement de l'huile sur toile, et format utilisé est le format portrait (petit format). Il peint à plusieurs reprises le même sujet par exemple la Danseuse au repos qu'il peint plus d'une dizaine de fois avec des positions et des approches différentes (parfois nue, parfois habillée...). Et ses tableaux ne sont pas datés. Voici quelques-unes de ses œuvres :
- La Maison familiale,
- Danseuse au repos
- Danseuse à l'atelier
- Jeune femme au bouquet
- Nu allongé
- La Majorette
- La Musicienne
- Maternité
- Pique-nique

### Ses principales séries
- Sitting Bull.
- Guerre à la Terre.

## Récompenses
- Prix de Rome en 1931
- Jeune Peinture Normande 1948
- Grand prix de la Bande dessinée pour Sitting Bull 1948
- Croix d'officier du Mérite et du Dévouement Français. 1970